# Barbus seymouri
Barbus seymouri is een  straalvinnige vissensoort uit de familie van eigenlijke karpers (Cyprinidae). De wetenschappelijke naam van de soort is voor het eerst geldig gepubliceerd in 2008 door Tweddle & Skelton.